# Кардиле, Антонио
Антонио Кардиле (итал. Antonio Cardile, Таранто, 26 февраля 1914 — Рим, 9 декабря 1986) — итальянский художник, представитель современного движения Римской школы.

## Биография
Кардиле родился в Таранто, но в 1925 году вместе с семьёй переехал во Флоренцию. После окончания обучения в 1936 году вместе с Феличе Кареной и Челестино Челестини начал участвовать в профсоюзных выставках. Во время Второй мировой войны после ужасного тюремного заключения переехал в Рим, где сразу же вступил в Римскую школу.
В последние годы своей жизни начинает свои художественные работы его племянник, художник Жозеф Паче, в середине 1980-х, в Париже, годов основатель «фильтранизма» (Filtranisme) (художественно-философское направление нео-экзистенциализма, которое является анти-глобальным видением жизни).
С 1936 года Кардиле представляет свои значительные one man show в Палаццо Питти во Флоренции, в самых знаменитых римских галереях (la Tartaruga), принимает участие также в значительных выставках вместе с Альберто Савинио, Luigi Capogrossi, Domenico Purificato, Джулио Туркато и другие.
Победитель многочисленных премий, представлен в различных государственных учреждениях.
Многообещающий художник, до конца 1986 года продолжал работать в Риме со страстью и интенсивностью, постоянно восхищая свою многочисленную публику. Художник, скульптор, дизайнер, Кардиле в течение 50 лет своего творчества свободно интерпретировал как священные, так и скверные тематики.
Умер в Риме в 1986 году.